# Retorno sobre capital empregado
Retorno sobre capital empregado (ROCE) expressa o resultado de uma empresa em função do capital empregado. A razão determinada pelo ROCE indica quão eficientemente o capital está sendo empregado a fim de gerar receita.

## Fórmula
{\displaystyle ROCE\ =\ {\frac {Pretax\ operating\ profit}{Capital\ employed}}\ =\ {\frac {EBIT}{Total\ assets-Current\ liabilities}}}

## ROACE
Um índice alternativo ao ROCE é o ROACE, que significa Return on AVERAGE Capital Employed e, consequentemente, leva em conta a média do capital em certo período de tempo.